# Aeroportul Blackpool
Aeroportul Blackpool (IATA: BLK, ICAO: EGNH) este un aeroport din St Annes⁠(d), Fylde, Lancashire⁠(d), North West England, Anglia, Regatul Unit ce deservește zona Blackpool. Aeroportul a fost tranzitat în 2022 de 9.428 de pasageri. A fost deschis în 1909 și numit după zona deservită.
Situat la o altitudine de 10 m, aeroportul dispune de 2 piste.

## Infrastructură

### Piste
Aeroportul dispune de 2 piste. Pista 10/28 are suprafața de asfalt și dimensiunile 1.869 m × 46 m. Pista 13/31 are suprafața de asfalt și dimensiunile 998 m × 23 m. 